# Римске колоније
Римске колоније су у античком Риму означавале насеља основана од стране државе на освојеној односно покореној територији. У самим почетцима римске државе колоније су прије свега служиле као војна упориште, у сврху одбране самог Рима. Како се римска територија ширила, тако су колоније почеле губити своју примарну сврху те се претварале у обична градска насеља. С временом је назив колонија представљао ознаку за највиши статус који је неки град могао имати у римској држави.
С временом су се колоније оснивале мање у одбрамбене сврхе, а више у настојању да се легионарима који су одслужили предвиђени рок да награда за њихову службу у облику земље. То је поготово био случај након маријевских реформи крајем 2. вијека п. н. е.
Многи од данашњих великих градова у Европи су настали као римске колоније.